# Molynopteroides
Molynopteroides is een geslacht van kevers uit de familie bladsprietkevers (Scarabaeidae). Het geslacht werd voor het eerst wetenschappelijk beschreven in 1989 door Antoine.

## Soorten
- Molynopteroides guttiventris (Moser, 1914)